# Біч-Гроув (округ Маклін, Кентуккі)
Біч-Гроув (англ. Beech Grove) — переписна місцевість (CDP) в США, в окрузі Маклейн штату Кентуккі. Населення — 282 особи (2020).

## Географія
Біч-Гроув розташований за координатами 37°37′17″ пн. ш. 87°23′14″ зх. д. / 37.62139° пн. ш. 87.38722° зх. д. (37.621260, -87.387256).  За даними Бюро перепису населення США в 2010 році переписна місцевість мала площу 4,81 км², з яких 4,78 км² — суходіл та 0,03 км² — водойми.

## Демографія
Згідно з переписом 2010 року, у переписній місцевості мешкали 243 особи в 97 домогосподарствах у складі 67 родин. Густота населення становила 50 осіб/км².  Було 110 помешкань (23/км²).
Расовий склад населення:
| - 99,6 % — білих - 0,4 % — чорних або афроамериканців |

До двох чи більше рас належало 0,0 %. Частка іспаномовних становила 0,0 % від усіх жителів.
За віковим діапазоном населення розподілялося таким чином: 22,2 % — особи молодші 18 років, 64,2 % — особи у віці 18—64 років, 13,6 % — особи у віці 65 років та старші. Медіана віку мешканця становила 37,5 року. На 100 осіб жіночої статі у переписній місцевості припадало 105,9 чоловіків;  на 100 жінок у віці від 18 років та старших — 110,0 чоловіків також старших 18 років.
За межею бідності перебувало 41,3 % осіб, у тому числі 79,7 % дітей у віці до 18 років та 0,0 % осіб у віці 65 років та старших.
Цивільне працевлаштоване населення становило 144 особи. Основні галузі зайнятості: будівництво — 43,1 %, виробництво — 29,9 %, роздрібна торгівля — 18,8 %.